# 马约特省委员会
马约特省委员会（法語：Departmental Council of Mayotte）是法国单一领土集体马约特的立法机关。

## 历任马约特省委员会主席
- Younoussa Bamana: 1977年7月6日-1991年3月
- Hamissi Assani: 1991年3月-4月
- Younoussa Bamana: 1991年4月18日-2004年4月2日
- 赛义德·奥马尔（Saïd Omar Oili）2004年4月2日[1]-2008年2月28日
- Ahmed Attoumani Douchina: 2008年3月20日[2]-2011年4月3日
- Daniel Zaïdani: 2011年4月3日-2015年4月2日
- Soibahadine Ibrahim Ramadani: 2015年4月2日-2021年7月1日
- Ben Issa Ousseni: 2021年7月1日-